# Gooik
Gooik est une ancienne commune néerlandophone de Belgique située en Région flamande dans la province du Brabant flamand. Le 1er janvier 2025, les communes de Gammerages, Gooik et Hérinnes fusionnent pour former la commune de Pajottegem.
Elle se trouve dans le Pajottenland ou Payottenland, une région naturelle de Belgique.

## Fusion - Nouvelle commune de Pajottegem
À partir du 1er janvier 2025, Gooik fusionne avec les communes de Gammerages et de Hérinnes pour former la nouvelle commune de Pajottegem ,. (Décret du Gouvernement régional flamand du 19 avril 2024 publié le 24 mai 2024 ). Les habitants ont pu choisir entre plusieurs toponymes ("Glooiingen", "Heidemark", "Mooigem", "Pajottegem" et "Reinsberge"). La nouvelle entité compterait 25.000 habitants.

## Sections de la commune
| # | Section  | Superf. (km²) | Habitants (2020) | Habitants par km² | Code INS |
| - | -------- | ------------- | ---------------- | ----------------- | -------- |
| 1 | Gooik    | 17,13         | 4.014            | 234               | 23024A   |
| 2 | Kester   | 11,17         | 1.798            | 161               | 23024D   |
| 3 | Leerbeek | 4,35          | 1.208            | 278               | 23024B   |
| 4 | Oetingen | 7,56          | 2.167            | 287               | 23024C   |

## Héraldique
|  | La commune possède des armoiries qui lui ont été octroyées le 3 décembre 1984. Ce sont celles de Lanceloot Frans de Gottignies, baron de Gooik de 1725. Blasonnement : D'argent à trois maillets de sable. - Délibération communale : 16 avril 1984 - Arrêté de l'exécutif de la communauté : 3 décembre 1984 - Moniteur belge : 8 juillet 1986 Source du blasonnement : Heraldy of the World. |

## Démographie

### Démographie: avant la fusion des communes
- Source : DGS recensements population.

### Démographie: commune fusionnée
Graphe de l'évolution de la population de la commune (la commune de Gooik étant née de la fusion des anciennes communes de Gooik, de Kester, de Leerbeek et d'Oetingen, les données ci-après intègrent les quatre communes dans les données avant 1977).
Les chiffres des années 1831 à 1970 tiennent compte des chiffres des anciennes communes fusionnées.
- Source : DGS, de 1831 à 1981 = recensements population ; à partir de 1990 = nombre d'habitants chaque 1er janvier.[8]

## Toponymie
Son nom viendrait de Gaudiacum (= le domaine de Gaudius)
Gaugiaco (877), Gaugiaca (897), Goy (1112), Goiaca (1136), Goike (1184)